# Scopelosaurus lepidus
Scopelosaurus lepidus — вид авлопоподібних риб родини Notosudidae. Це морський, батипелагічний вид, що поширений у помірних та субарктичних водах на півночі Атлантичного океану біля берегів Європи та Північної Америки на глибині від 100 до 1500 м. Тіло завдовжки до 36,4 см.